# 고군 짓봉산 산타령
고군 짓봉산 산타령은 전라남도 진도군에 있는 고군 짓봉산 산타령이다. 2018년 4월 18일 진도군의 향토문화유산(무형유산) 제5호로 지정되었다.

## 지정 사유
짓봉산 산타령은 나무꾼들의 노래를 산타령이란 이름으로 정리했으며 산에 오를 때와 갈퀴질 할 때, 이고 지고 내려올 때 노동의 피로를 덜기 위해 산과 나무를 주제로 부르는 노동요로 근대화로 인해 쇠퇴한 산에서 행해지는 노동을 대상으로 한다는 점에서 생활상 변화의 측면에서도 지정가치가 있어 이를 진도군 향토문화유산으로 지정하여 보존‧전승하고자 한다.